# Felice Cavallotti
Felice Carlo Emanuele Cavallotti (Milano, 6 ottobre 1842 – Roma, 6 marzo 1898) è stato un politico, poeta, drammaturgo, giornalista e patriota italiano, fondatore, insieme ad Agostino Bertani, dell'Estrema sinistra storica, movimento attivo tra il 1877 e l'avvento del Partito Radicale Italiano (1904).
Fu soprannominato "il bardo della democrazia".
Volontario garibaldino in gioventù, benché la sua fama sia oggi molto inferiore a quella di Mazzini e Garibaldi presso il grande pubblico, all'epoca era considerato tra i primi eredi politici dei due protagonisti del Risorgimento. Politico idealista e appassionato, combatté molte battaglie per la giustizia sociale e una società autenticamente libera, oltre che contro la corruzione e il colonialismo della classe dirigente crispina. Cavallotti fu considerato il capo incontrastato dell'"Estrema sinistra" nel parlamento dell'Italia liberale pre-giolittiana. Morì tragicamente a 56 anni, dopo essere stato ferito gravemente in duello dal giornalista conservatore Ferruccio Macola.
Oratore efficace, l'opera poetica di Cavallotti è invece considerata più significativa per l'aspetto politico che per la qualità letteraria, ed è principalmente di ispirazione civile e sociale, e in parte anche lirica, simile alla poesia carducciana per quanto riguarda la forma metrica tradizionale. La maggioranza delle sue opere poetiche sono scritte secondo la metrica classica. Estremamente anticlericale, Cavallotti prese anche parte al tentativo di gettare nel Tevere la salma di Papa Pio IX, durante il funerale di quest'ultimo. Successivamente all'accaduto (con esito negativo) si sarebbe giustificato sostenendo che quando meditò l'atto si trovava in stato di ebbrezza, nonostante venne preso sul serio.

## Biografia

### I primi anni del suo impegno: nelle file dei garibaldini
Figlio di Francesco, originario di Venezia, trasferitosi a Milano per ragioni di lavoro e di Vittoria Gaudi, milanese.
Dopo un periodo giovanile nel quale simpatizzava per l'azione moderata di Cavour, si convertì alle idee più democratiche e repubblicane di Mazzini (pur non apprezzandone troppo il "dogmatismo" politico denominato "puritanesimo" dai giobertiani), Pisacane e Cattaneo, oltre che, naturalmente, di Garibaldi.
Abbandonata la famiglia a diciotto anni per unirsi alla seconda fase della Spedizione dei Mille, Felice Cavallotti combatté con i Garibaldini nel 1860, e nel 1866 in Valtellina e in Trentino, ove prese parte alla Terza Guerra d'Indipendenza come volontario nel 4º Reggimento comandato dal colonnello Giovanni Cadolini del Corpo Volontari Italiani. Si distinse per valore nella battaglia di Vezza d'Oglio. Nel 1867 fu di nuovo al fianco di Garibaldi nella Roma pontificia, durante la fallita insurrezione che vide di nuovo l'intervento delle truppe francesi in aiuto di Pio IX nella battaglia di Mentana. In questo periodo maturò anche il suo anticlericalismo.
Come scrittore Cavallotti commentò le azioni dei Garibaldini per il giornale milanese L'Unione e per il napoletano L'Indipendente di Alexandre Dumas padre; tra il 1866 e il 1872 scrisse satire anti-monarchiche per la Gazzetta di Milano e per il Gazzettino Rosa, giornale vicino alla Scapigliatura.
Nel 1867 scrisse una dura e sarcastica poesia, l'ode Le auguste nozze, con ironica dedica a Giovanni Prati, poeta romantico monarchico, in cui prendeva di mira il futuro Umberto I e la neo-sposa Margherita di Savoia, celebrati dal Prati (che pure Cavallotti rispettava per l'onestà e la coerenza). Per la nascita di Vittorio Emanuele III nel 1869, compose invece Il parto e l'amnistia, pubblicato su Il democratico, che gli valse l'arresto per breve tempo per vilipendio al Capo dello Stato, prima di venire quasi subito prosciolto.

### L'attività politica
(Dal primo discorso al Parlamento)

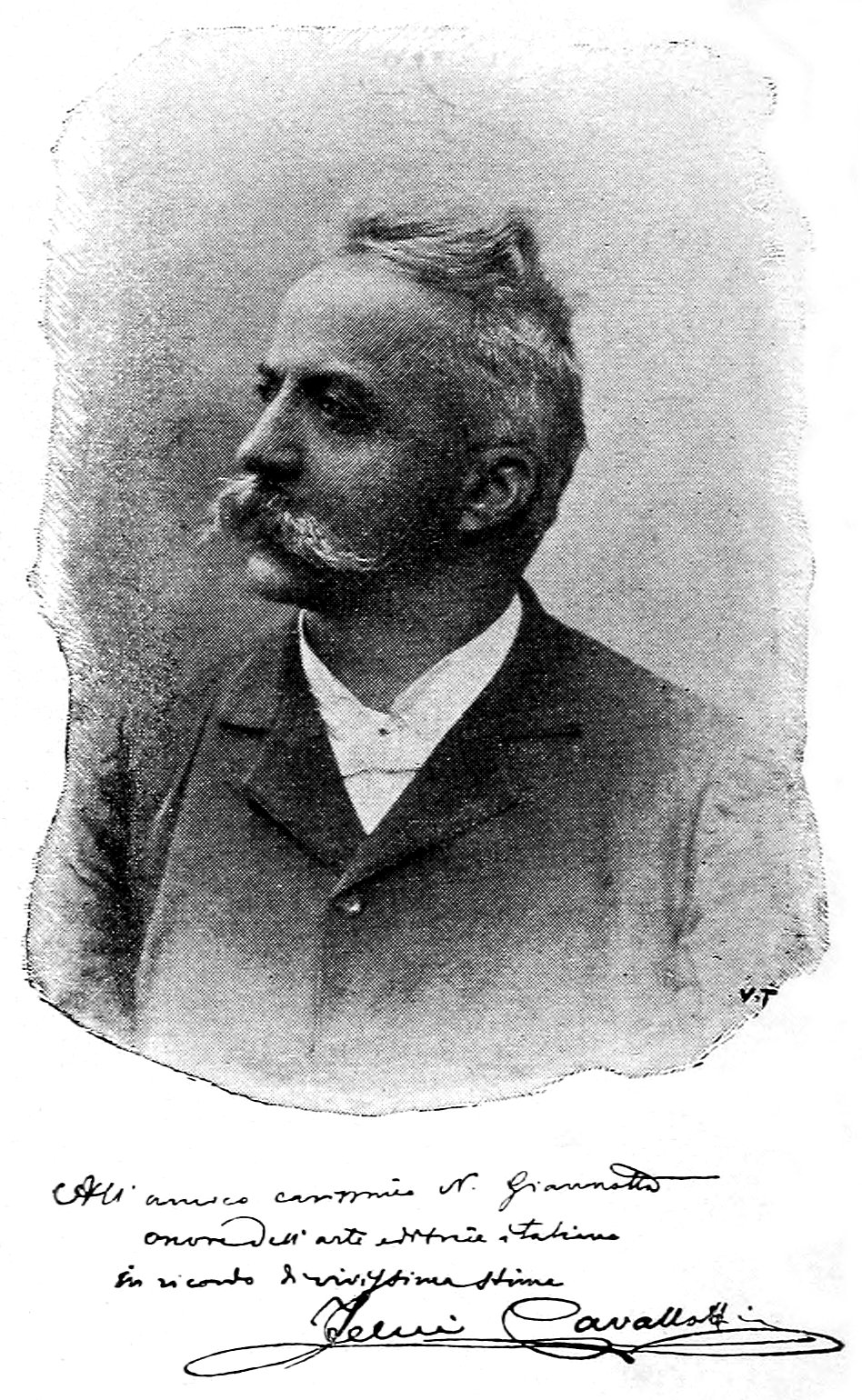
Ritratto con dedica e autografo di Cavallotti

Nel 1873, all'età di 31 anni, Felice Cavallotti fu eletto per la prima volta al Parlamento come deputato di Corteolona. Molto attivo contro gli ultimi governi della Destra storica, Cavallotti fu scettico anche a proposito della Sinistra, che salì al potere nel 1876, e si tenne all'opposizione, denunciandone il trasformismo negli anni di Agostino Depretis:
Nel 1883, fu, con Andrea Costa, Aurelio Saffi e Giovanni Bovio, tra i promotori del Fascio democratico, per promuovere un'alleanza tra i sindaci della Sinistra.
Nella seduta parlamentare dell'11 dicembre 1884, il deputato Felice Cavallotti difese vivacemente il collega di partito Luigi Castellazzo accusato ingiustamente da Giuseppe Finzi come il responsabile della condanna a morte dei martiri di Belfiore del 1852.

#### I congressi radicali
Nei congressi di Roma del novembre 1872 e del 13 maggio 1890, Cavallotti e Bertani diedero vita all'Estrema sinistra storica, i cui punti programmatici erano completa separazione tra Stato e Chiesa, decentralismo e federalismo europeo, opposizione al nazionalismo, all'imperialismo e al colonialismo, indipendenza della magistratura dal potere politico, abolizione della pena di morte, tassazione progressiva, istruzione gratuita e obbligatoria, emancipazione e sostegno sociale dei lavoratori, diritti della donna e riduzione del servizio di leva.
Nel 1890 aveva chiamato a congresso quasi 500 associazioni radicali e democratiche provenienti da ogni parte della penisola: con il secondo Patto di Roma gettò le basi per un partito moderno e organizzato, del quale stese il manifesto programmatico.

#### Il leader dell'Estrema sinistra
La sua idea federalista lo portò alla polemica, assieme con il repubblicano Napoleone Colajanni, contro l'unitarismo dei mazziniani: «Voi volete una unità d'Italia sul modello francese, un modello che ha dato alla Francia il Terrore, il 18 Brumaio e il 2 dicembre: noi vogliamo una unità d'Italia di modello nazionale, una unità italiana...abbastanza ci parlaste di una patria una; ora parliamo un poco di una patria libera».
Dopo la morte di Agostino Bertani, avvenuta nel 1886, la passione nel rivendicare riforme, e una riconosciuta generosità d'animo da parte dei contemporanei, gli assicurarono la leadership della sua parte politica e una popolarità seconda solo a quella di Francesco Crispi.
I suoi discorsi in aula erano interminabili, e una volta parlò per sei ore di fila.
A giugno 1893 Crispi si dimise, avendo una maggioranza risicata, tutti si aspettavano una svolta, ma il Re appoggiò solo un rimpasto, con un governo più a destra del precedente. Crispi subì poi un attentato, cosicché vennero varate Leggi antianarchiche, che furono estese nell'autunno anche alle associazioni e ai circoli socialisti.
Tramite un'intesa conclusa nel 1894 con Antonio Starrabba, Marchese di Rudinì, uno dei leader della Destra storica moderata, egli ottenne molte concessioni alle richieste radicali. 

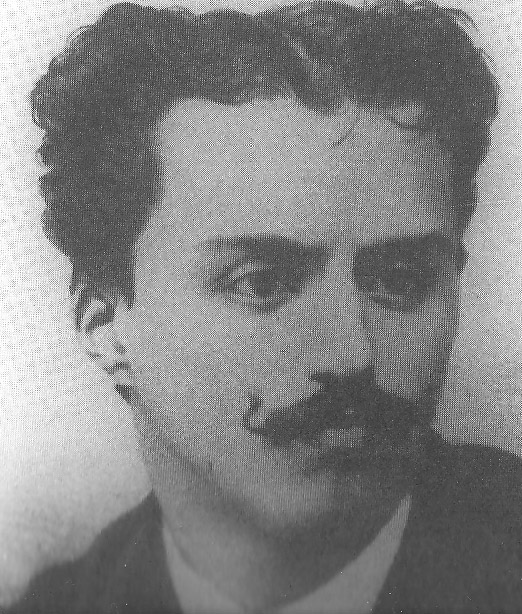
Il giovane Cavallotti

#### Contro la corruzione e l'autoritarismo
Nel 1894 scrisse la celebre Lettera agli onesti di tutti i partiti, in cui afferma: «Come si dimentica presto in Italia! Quest'oblio è il grande aiutatore dei disonesti scoperti». I radicali divennero così "il partito delle mani pulite".
L'Estrema Sinistra arrivò infine a contare ben 80 deputati nel 1897, non tutti però disposti a seguire completamente i suoi ideali di opposizione democratica, ripetendo egli che «ci parlaste abbastanza di un'Italia una; ora parliamo un poco di un'Italia libera!», esclamò verso gli ex compagni risorgimentali, mentre le parole più dure furono contro l'ex garibaldino Crispi, che sulla scia del suo nuovo modello di Bismarck era ormai un repressore delle rivolte sociali, come quella dei Fasci siciliani: «I contadini meridionali chiedevano il pane, e voi gli avete dato il piombo!», affermò Cavallotti.
La repressione siciliana segnò un nuovo punto di contrasto con Crispi. Con lui, prima dello scandalo della Banca Romana, aveva avuto aperture di credito al nuovo governo, ma la corruzione e la violenta repressione in Sicilia, indignarono Cavallotti.
Così, quando nel gennaio 1894 la situazione dell'ordine pubblico in Sicilia si aggravò e Crispi ricorse a misure estreme con lo scioglimento dei Fasci, lo stato d'assedio, le repressioni sanguinose, gli arresti arbitrari (tra cui il deputato Giuseppe De Felice Giuffrida e la figlia), Cavallotti insorse verso chi intendeva mettere fuori legge «una infelicissima parte della nazione a cui invece del pane si dà risposta di piombo», lanciando una sottoscrizione, come segno di solidarietà verso il popolo di Sicilia «dai lavoratori d'Italia e da quella stessa borghesia lavoratrice, sul cui capo tanti inconsulti anatemi si invocano, quella borghesia che del lavoro conosce i sacrifici, gli stenti, i doveri e le idealità, e non ha nulla di comune cogli sfruttatori plaudenti allo stato d'assedio».

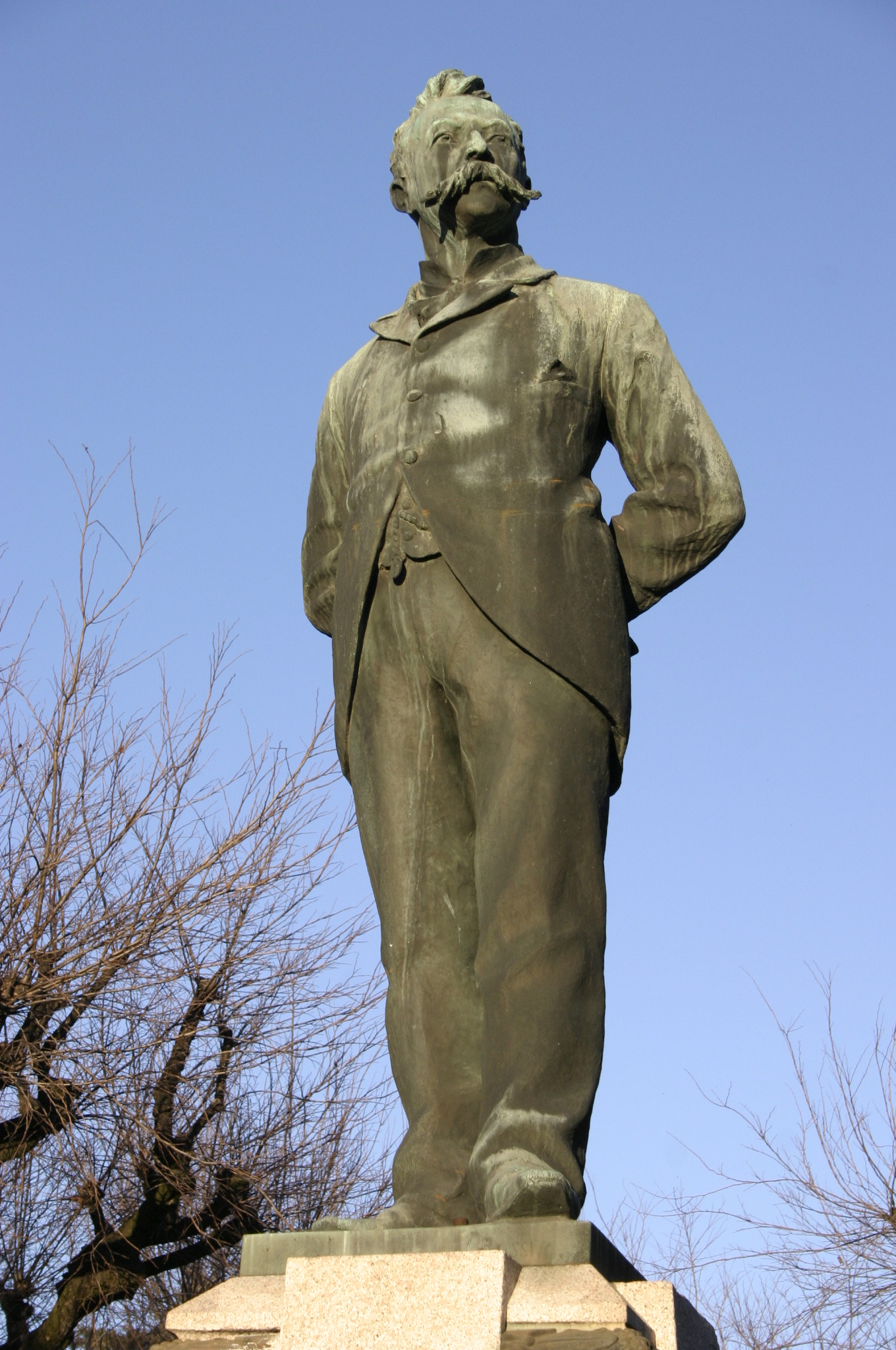
Monumento a Felice Cavallotti a Verbania

Il 3 marzo 1894, tacciato di demagogia borghese dai socialisti, insorse contro una politica socialmente iniqua, a beneficio dei proprietari e a spese dei poveri; ricordò «le lande squallenti della Sardegna, percorse avvelenate dalla malaria», le «solfatare della Sicilia, dove le creature umane si sottraggono alla sole soltanto per maledirlo», le «creature che maledicono la vita lungo i solchi della valle del Po»
Nella situazione estrema, scattò finalmente un'apertura di solidarietà dei socialisti e dei repubblicani, diffidenti da sempre verso i radicali e Cavallotti, i quali subito promossero nell'ottobre 1894 la Lega italiana per la difesa della libertà. Filippo Turati e Camillo Prampolini dovettero riconoscere la sincerità dell'impegno democratico-radicale, mentre scoppiava lo scandalo della Banca Romana.

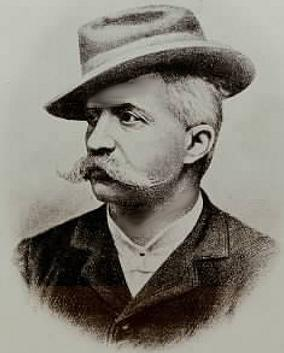
Felice Cavallotti

Tra gli interventi parlamentari del periodo, anche una dura requisitoria contro Giolitti dopo lo scandalo, affermando, nel suo stile irruente, che «mai più, onorevole Giolitti, io le stringerò la mano!», al che Giolitti rispose «Me la stringerà, onorevole Cavallotti, me la stringerà!», cosa che poi avverrà, quando lo scandalo toccherà invece più il vecchio amico del radicale, Francesco Crispi, molto più coinvolto di Giolitti (in realtà, più che Crispi stesso, sua moglie Lina Barbagallo, sposata dopo l'annullamento del matrimonio con Rosalia Montmasson). Questo lo indusse a scusarsi con Giolitti, il quale lo vorrà tra i cinque probiviri designati dal Parlamento per indagare sul caso. Questa vicenda porrà fine definitiva all'amicizia e ai rapporti di Cavallotti e Crispi, che diverrà allora suo implacabile avversario, rapporto già incrinato irreversibilmente a causa della politica coloniale in Africa, secondo Cavallotti solo «spedizioni sterili, come le sabbie che si vanno a conquistare», inutili per le masse contadine italiane (oltre ad essere moralmente contrario), nonché dalla repressione in Sicilia.
Durante i dodici anni sotto la sua guida il partito, che sposò una posizione filo-francese in politica estera, crebbe in numero da venti a settanta deputati, e al momento della sua morte l'influenza parlamentare di Felice Cavallotti era all'apice.
Nel 1897 Cavallotti sostenne l'insurrezione dei greci di Creta, e avrebbe voluto partire lui stesso per supportarla, ma non poté per gli impegni parlamentari.
Alessandro Galante Garrone ha scritto che la sua forza arrivava «dalla coerenza, dalla fedeltà agli ideali, dal senso del limite, dall'impegno per riforme concrete senza sterili intransigenze e senza nessun cedimento alle lusinghe del potere».

### I rapporti con il movimento socialista

Foto dei volontari all'epidemia di colera di Palermo del 1885: al centro sono seduti Luigi Musini e Felice Cavallotti

Cavallotti, che nel 1871 aveva espresso il proprio appoggio alla Comune di Parigi, mostrava attenzione verso le idee socialiste, pur non condividendo fino in fondo l'approccio di classe alla “questione sociale” che peraltro anche lui denunciava da parlamentare. Se i socialisti vedevano nel Partito Radicale una sinistra borghese, nei fatti radicali e socialisti si trovarono insieme nelle lotte per l'emancipazione delle classi subalterne e nell'opposizione al colonialismo italiano. Il primo operaio ad essere eletto parlamentare, nel 1882, sarà tra le file dei radicali, Antonio Maffi dell'Unione Operaia Radicale.
A Napoli, colpita dall'epidemia di colera, a trovarsi al fianco delle classi popolari nel 1885, assieme a Palermo, e nel 1894 furono il socialista Andrea Costa, l'anarchico Errico Malatesta e il radicale Cavallotti. Per Cavallotti «senza tanto monopolizzare la parola, credo che con me siano in fondo socialisti tutti gli uomini di mente e di cuore che studiano e intendono le miserie, le ingiustizie, i dolori onde sorge il problema sociale, e ne cercano e ne invocano le giustizie e i rimedi».

### L'anticlericalismo e i rapporti con la massoneria
(Felice Cavallotti, XX Settembre. L'esodo dal Gianicolo, 1897, dove viene fatto "parlare" il monumento di Garibaldi)
Pur condividendo appieno il carattere radicale e anticlericale che il Gran maestro Ettore Ferrari aveva impresso alla massoneria, Cavallotti non fu mai massone. Fu lui stesso a smentire esplicitamente la sua appartenenza all'ordine, con una lettera al direttore dell'Italia Reale del 9 gennaio 1895: «Per semplice esattezza la prego di ripetere che io non sono mai stato massone, non mi sono mai iscritto a nessuna loggia, non faccio parte di alcuna e non credo e non debbo credere che siasi abusato del mio nome. Se fossi massone non ci vedrei nulla a dirlo. Non essendolo, non mi approprio di una qualifica che non ho».
Egli colse anche tutte le occasioni per riaffermare la sua intransigenza come laico nei confronti delle pressioni operate dalla Chiesa sulla politica dello Stato italiano. È anche grazie a lui - oltre che all'assenso del suo rivale, il Primo Ministro Crispi - che a Roma, in Piazza Campo de' Fiori, nel 1889 venne eretta la statua a Giordano Bruno, opera del citato Ettore Ferrari, scultore e Gran Maestro della massoneria del Grande Oriente d'Italia.

### Il Cavallotti uomo

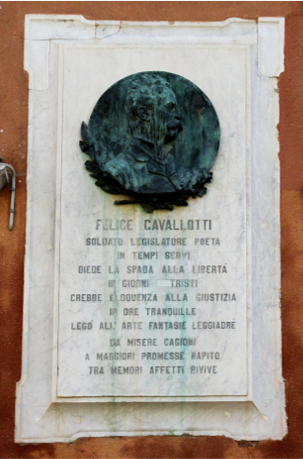
Lapide in ricordo di Felice Cavallotti, Venezia, Campo Santo Stefano

Nella vita privata lo stile del politico radicale non tradì gli ideali professati. Felice Cavallotti riconobbe e crebbe personalmente i due figli, nati da due libere unioni fuori dal matrimonio.: Maria, detta Mariuccia (1867-1895), avuta con un'attrice ungherese, e Carlo Alberto Giuseppe (Peppino), nato nel 1885 da Assunta Mezzanotte. Dopo che Cavallotti ottenne la custodia del figlio, Assunta Mezzanotte denunciò (probabilmente a torto) il politico per maltrattamenti, onde ottenere lei stessa la custodia, ma l'istanza non fu accolta; Giuseppe venne così chiamato in onore di Giuseppe Cavallotti, il fratello di Felice morto nel 1871 combattendo nella guerra franco-prussiana). Peppino si sposò ed ebbe Alberto Mario (vedi paragrafo sui discendenti).
Felice Cavallotti viene descritto come persona dal carattere passionale e testardo, spesso soggetto a cambi d'umore e atteggiamenti teatrali, ma fedele a sé stesso e ai suoi principi, e di provata integrità morale. Frequentemente, per porre fine alle numerose dispute e diverbi, come consuetudine dell'epoca, Cavallotti lanciava e riceveva sfide a duello, che intraprendeva senza indugio per il suo senso dell'onore. Abile schermitore e duellante, nel corso della sua vita combatté trentatré duelli, senza mai uccidere nessun avversario, senza regole all'ultimo sangue, e vincendone la maggioranza. Molte volte il duello con la spada si concludeva con la "toccata" dell'avversario e le ferite gravi erano rare.
Un altro aneddoto indicativo del suo carattere fu il fatto che prestò il giuramento di fedeltà allo Statuto Albertino, che era, come norma, imposto per entrare in carica come deputato, solo dopo averne pubblicamente contestato la validità in nome del suo repubblicanesimo. Dopo aver giurato, ribadì che non riteneva comunque valido il giuramento di fedeltà alla monarchia.

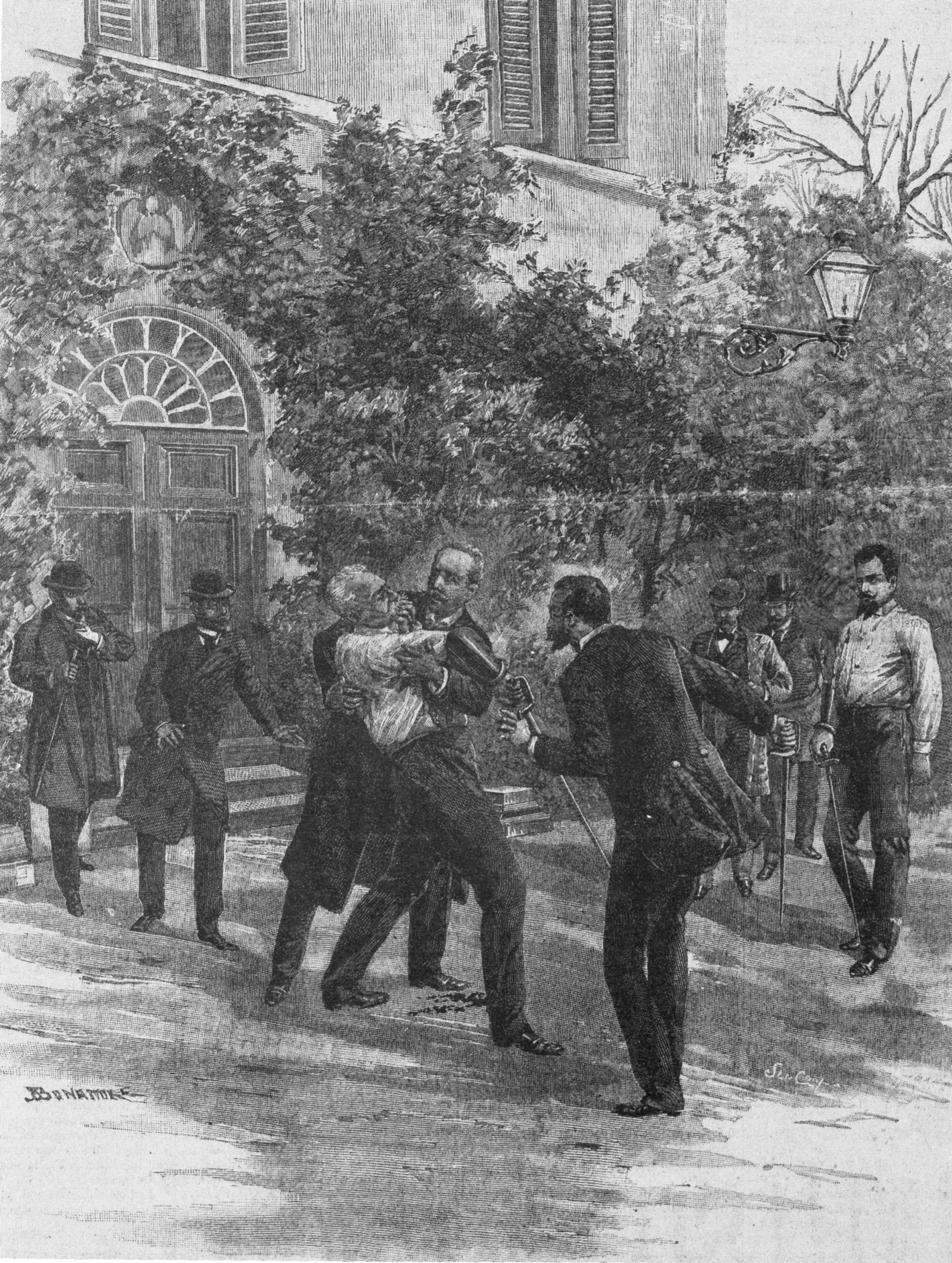
Litografia coeva raffigurante il duello tra Ferruccio Macola e Cavallotti nel giardino di Villa Cellere presso Roma. Chi lanciò la sfida fu Cavallotti, che venne dato subito per favorito avendo vinto in precedenza già ben trentadue duelli.

### Il duello fatale
(Felice Cavallotti, Tre ritratti - Giulio Pinchetti, Giulio Uberti, Giuseppe Cavallotti, 1878)
Felice Cavallotti morì il 6 marzo 1898, ucciso in duello dal conte Ferruccio Macola, direttore del giornale conservatore Gazzetta di Venezia, che lo aveva sfidato in seguito ad un diverbio. Il radicale aveva tacciato di mentitore il conte, responsabile di avere pubblicato una notizia non verificata relativa a una querela che egli aveva ricevuto come deputato. Cavallotti propose il duello e Macola, più giovane di vent'anni, accettò, rilanciando la sfida e proponendo l'uso del guanto e delle sciabole affilate come armi. I padrini di Cavallotti furono i deputati Camillo Tassi e Achille Bizzoni ed era accompagnato dal medico Vincenzo Montenovesi.

Quest'ultimo duello - che come tutti quelli combattuti dal vecchio garibaldino non doveva essere all'ultimo sangue - di Felice Cavallotti ebbe luogo a Roma, presso Centocelle, in un giardino nella villa della contessa Cellere, nel primo pomeriggio.

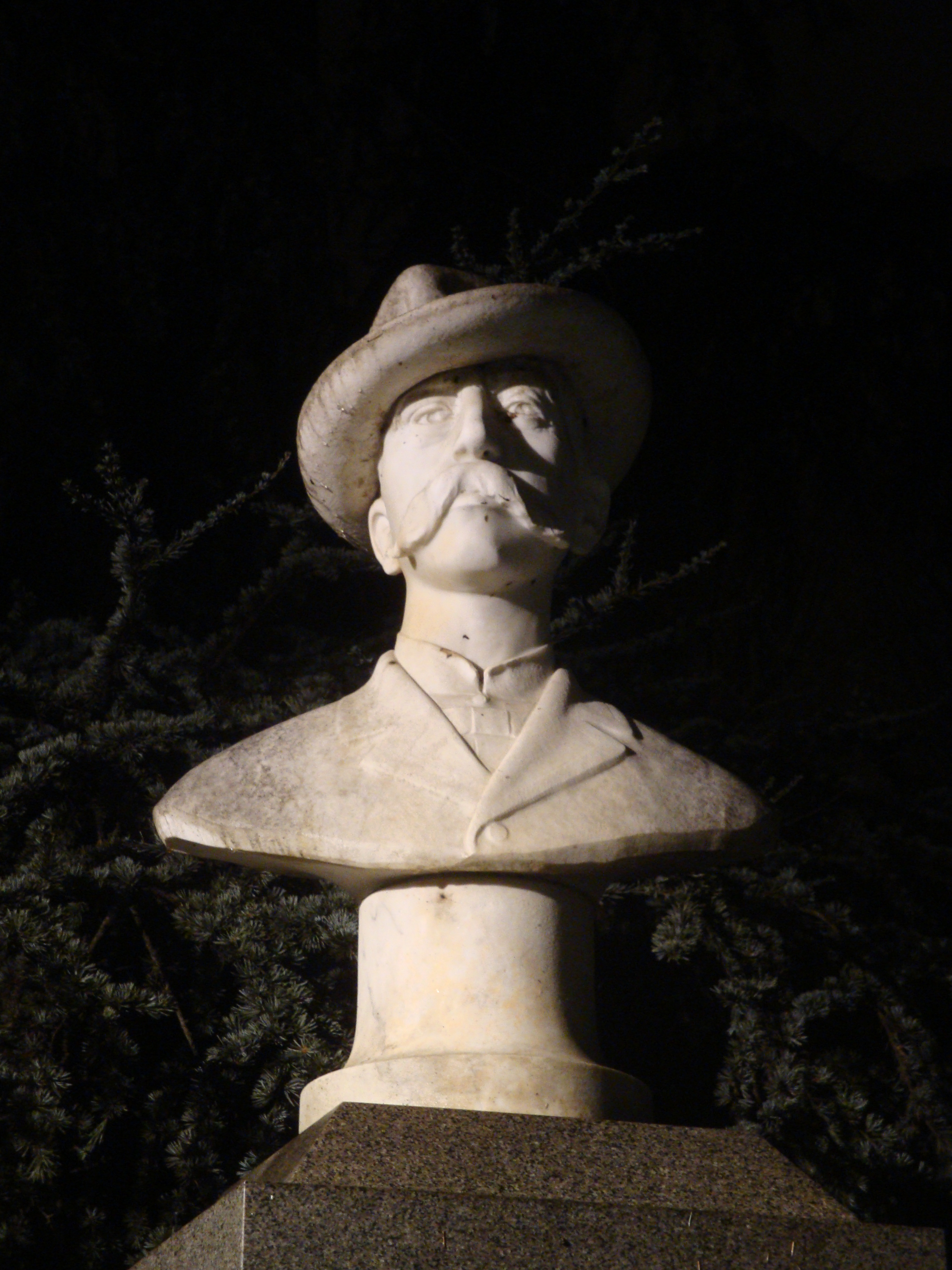
Il monumento a Felice Cavallotti presso i Giardini Pubblici di Alessandria (opera di Giovanni Rapetti)

 Dopo pochi minuti, al terzo attacco, Felice Cavallotti venne ferito gravemente, raggiunto alla bocca dalla sciabola dell'avversario, che gli trafisse contemporaneamente la carotide e il palato. Cavallotti perse quasi subito conoscenza, per il dissanguamento, e, portato all'interno della villa e soccorso, morì pochi minuti dopo soffocato dal sangue, alle ore 15:30. Benché i duelli fossero ufficialmente proibiti, venivano tollerati tranne in caso di morte di un duellante nel quale venivano considerati omicidi e perciò, con le attenuanti dell'onore, passibili di condanna fino a 5 anni di carcere. Il Macola fu quindi condannato dalla Corte d'Assise di Roma il 21 ottobre 1898 a 13 mesi di reclusione, mentre i padrini furono pienamente assolti. Ferruccio Macola, a seguito della vicenda, venne emarginato dalla vita politica e sociale, e anni dopo, nel 1910, si suicidò.
Con la morte di Cavallotti, gli elementi dell'Estrema sinistra storica in Italia persero un esponente importante, e la Casa di Savoia un instancabile oppositore: due mesi dopo, priva della sua guida carismatica, la sinistra democratica non poté efficacemente opporsi alla svolta repressiva e poliziesca del governo, culminata nella strage dei moti di Milano da parte del generale conservatore Fiorenzo Bava Beccaris. Nel 1900 lo scontro sociale e politico vide il suo atto più clamoroso nell'uccisione del re Umberto I da parte dell'anarchico Gaetano Bresci. I radicali furono quindi guidati per un certo periodo da Ettore Sacchi, successore di Cavallotti.
Subito dopo la morte di Cavallotti, per larga parte dell'opinione pubblica, Francesco Crispi, sebbene non più Primo ministro e ormai in completo declino politico, dopo la sconfitta di Adua e l'obbligato ritiro a vita privata, apparve come il vero responsabile del duello e il mandante morale dell'uccisione del politico radicale, tanto che il poeta Lorenzo Stecchetti gli si rivolse apertamente coi versi:

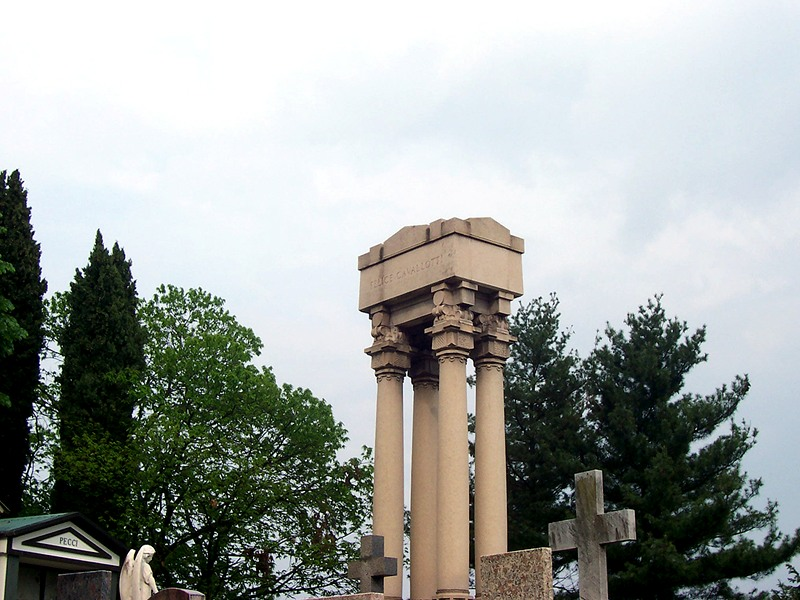
Tomba di Felice Cavallotti a Dagnente

Tuttavia non esistono prove reali sul fatto che Crispi avesse favorito o addirittura voluto l'omicidio di Cavallotti.
Per la morte di Felice Cavallotti, anche Giosuè Carducci pronunciò un discorso funebre pieno di passione all'Università di Bologna. Un corteo di tre chilometri ne accompagnò il feretro fino al cimitero di Dagnente (oggi frazione di Arona), sul Lago Maggiore, dove venne sepolto. Il socialista Filippo Turati lo commemorò con un discorso al cimitero di Milano, dove la bara si fermò durante il viaggio da Roma a Dagnente, per ricevere gli onori della sua città natale: «Caro Felice, recliniamo oggi sulla tua bara la nostra rossa bandiera, del colore che pure tu amavi, sapendo che la sua ombra non ti sarà molesta».

### Nella cultura popolare
Alcune canzoni popolari ricordano Cavallotti, tra cui Felice Cavallotti (nota anche come La morte in duello di Felice Cavallotti o Povero Cavallotti), la cui struttura musicale verrà ripresa negli anni '20 per il canto antifascista Povero Matteotti, e negli anni '70 per Povero Pinelli e Ballata per Franco Serantini.
Nel Polesine, dove molto solida era l'alleanza tra radicali, repubblicani e socialisti, furono inaugurate lapidi in onore di Cavallotti ad Adria, a Rovigo e a Badia Polesine.. Anche la città di Enna gli dedicò una lapide, a palazzo Garibaldi.

### Discendenti
Tra i discendenti diretti del poeta e politico, tramite il figlio Giuseppe detto Peppino, vi sono il politico Alberto Mario Cavallotti (nipote) e l'attrice Elisabetta Cavallotti (discendente di quinta generazione, pronipote di Peppino Cavallotti).

## Opere

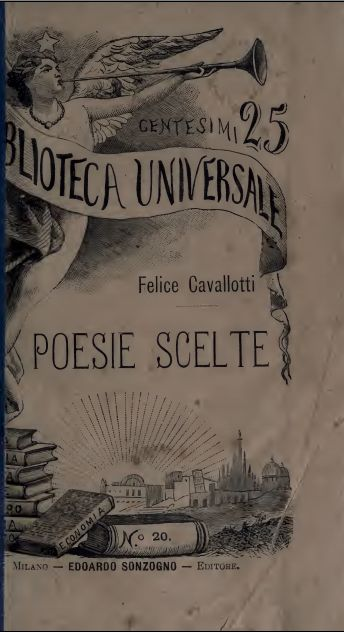
Copertina del libro Poesie scelte

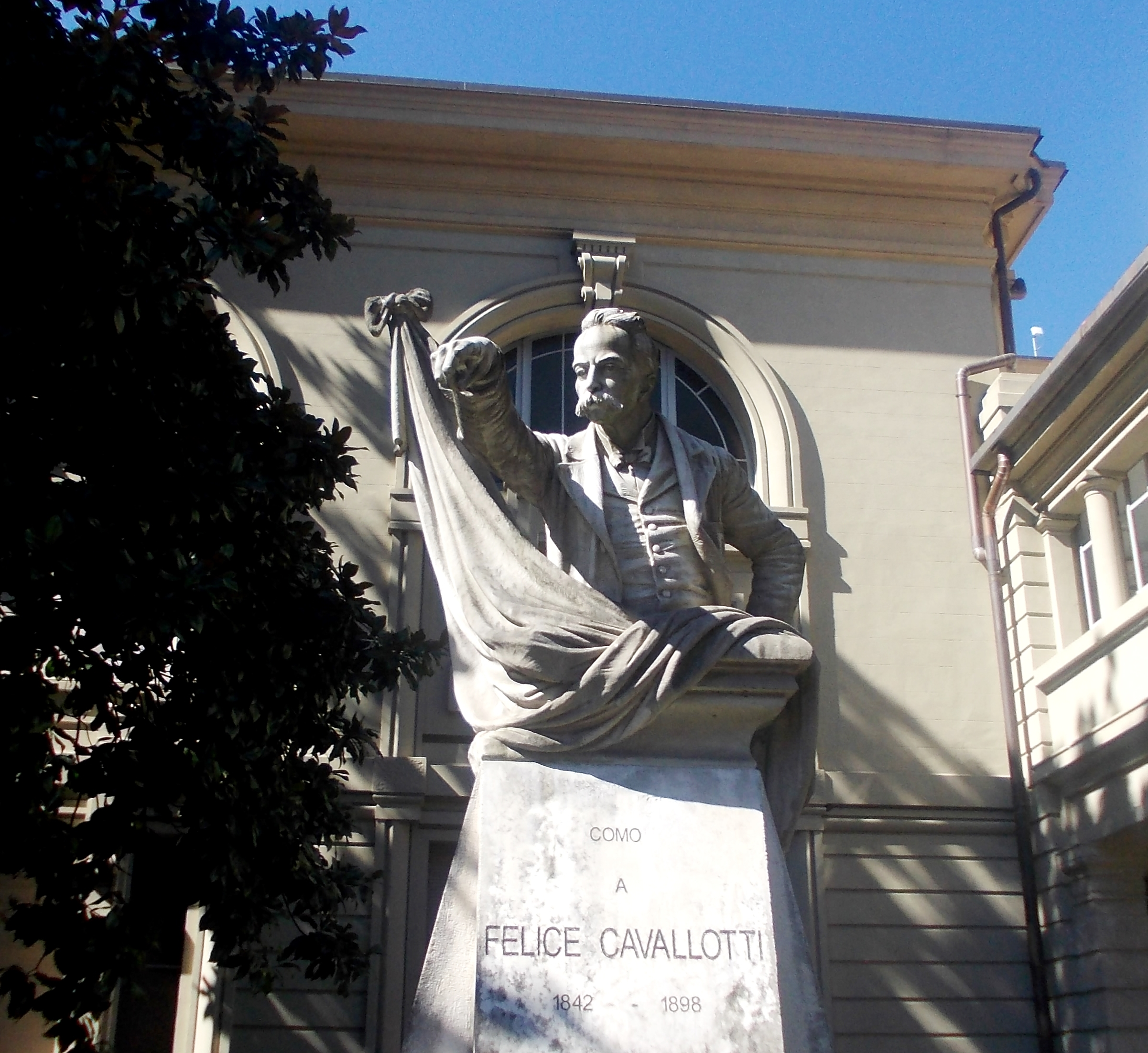
Busto di Felice Cavallotti a Como

Tra le opere di Felice Cavallotti possono essere ricordate:
- Storia dell'insurrezione di Roma nel 1867 (1869)
- Alcibiade (1872)
- Guido (1873)
- I Messenii (1874)
- Anticaglie (1879)
- La marcia di Leonida (1880)
- I Pezzenti (1881)
- La figlia di Jefte
- Nicarete ovvero La Festa degli Alòi
- Poesie scelte (1883)
- Opere (Milano 1881—1885)
- Lea (1890)
- Il libro dei versi, postumo (1921), raccolta delle poesie con inediti
- Lettere 1860-1898, a cura di Cristina Vernizzi, Milano, Feltrinelli, 1979.